# Dale Jones (Leichtathlet)
Dale Anthony Jones (* 12. März 1964) ist ein ehemaliger antiguanischer Mittelstreckenläufer. Er war spezialisiert auf den 800-Meter-Lauf.

## Karriere
Jones bildete bei den Olympischen Spielen 1984 in Los Angeles zusammen mit Alfred Browne, Larry Miller und Howard Lindsay die 4-mal-400-Meter-Staffel seines Landes. Bei den Spielen 1988 in Seoul schied er über 1500 Meter in den Vorläufen aus, erzielte dabei aber mit einer Zeit von 3:49,41 min einen nationalen Rekord.
Bei den Zentralamerika- und Karibikspielen 1990 in Mexiko-Stadt gewann Jones die Silbermedaille über 800 Meter. Bei den Zentralamerika- und Karibikspielen 1993 in Ponce gewann er Bronze über dieselbe Distanz.
Bei den Weltmeisterschaften 1991 in Tokio trat Jones über 800 und 1500 Meter an. Erneut erzielte er einen nationalen Rekord über 800 Meter mit 1:48,62 min. Auch 1993 trat er in den Weltmeisterschaften in Stuttgart an (800 Meter: 31.; 1500 Meter: 40.). Außerdem startete er bei den Zentralamerika- und Karibikspielen 1998 in Maracaibo und bei den Commonwealth Games 1998 in Kuala Lumpur.

## Ergebnisse
| Jahr | Wettkampf                         | Ort            | Platzierung | Strecke           | Zeit (min) |
| ---- | --------------------------------- | -------------- | ----------- | ----------------- | ---------- |
| 1983 | CARIFTA Games (U20)               | Fort-de-France | Silber      | 800 m             | 1:55,74    |
| 1983 | CARIFTA Games (U20)               | Fort-de-France | Silber      | 1500 m            | 4:01,34    |
| 1983 | Panamerikanische Spiele           | Caracas        | 13. (h)     | 800 m             | 1:53,07    |
| 1983 | Panamerikanische Spiele           | Caracas        | 11.         | 1500 m            | 3:56,17    |
| 1983 | Panamerikanische Spiele           | Caracas        | 7.          | 4 × 400 m Staffel | 3:15,36    |
| 1984 | Olympische Spiele                 | Los Angeles    | 47. (h)     | 800 m             | 1:51,52    |
| 1984 | Olympische Spiele                 | Los Angeles    | 43. (h)     | 1500 m            | 3:55,65    |
| 1984 | Olympische Spiele                 | Los Angeles    | 20. (h)     | 4 × 400 m Staffel | 3:10,95    |
| 1987 | Hallenweltmeisterschaften         | Indianapolis   | 19. (h)     | 800 m             | 1:54,56    |
| 1987 | Hallenweltmeisterschaften         | Indianapolis   | 16. (h)     | 1500 m            | 4:04,14    |
| 1987 | Panamerikanische Spiele           | Indianapolis   | 7. (h)      | 800 m             | 1:49,42    |
| 1987 | Panamerikanische Spiele           | Indianapolis   | 11.         | 1500 m            | 3:55,08    |
| 1988 | Olympische Spiele                 | Seoul          | 40. (h)     | 800 m             | 1:49,31    |
| 1988 | Olympische Spiele                 | Seoul          | 42. (h)     | 1500 m            | 3:51,22    |
| 1990 | Zentralamerika- und Karibikspiele | Mexiko-Stadt   | Silber      | 800 m             | 1:51,18    |
| 1991 | Panamerikanische Spiele           | Havanna        | 9. (h)      | 800 m             | 1:49,42    |
| 1991 | Weltmeisterschaften               | Tokio          | 28. (h)     | 800 m             | 1:48,62    |
| 1991 | Weltmeisterschaften               | Tokio          | 36. (h)     | 1500 m            | 3:55,41    |
| 1992 | Olympische Spiele                 | Barcelona      | 37. (h)     | 800 m             | 1:50,43    |
| 1993 | Weltmeisterschaften               | Stuttgart      | 31. (h)     | 800 m             | 1:51,02    |
| 1993 | Weltmeisterschaften               | Stuttgart      | 40. (h)     | 1500 m            | 3:54,91    |
| 1993 | Zentralamerika- und Karibikspiele | Ponce          | Bronze      | 800 m             | 1:50,05    |
| 1993 | Zentralamerika- und Karibikspiele | Ponce          | 8.          | 1500 m            | 3:59,13    |
| 1998 | Zentralamerika- und Karibikspiele | Maracaibo      | 6.          | 800 m             | 1:53,07    |
| 1998 | Zentralamerika- und Karibikspiele | Maracaibo      | 11.         | 1500 m            | 3:56,75    |
| 1998 | Commonwealth Games                | Kuala Lumpur   | 23. (h)     | 800 m             | 1:50,54    |